# أولاد عياش بني امطير (بوشفاعة)
أولاد عياش بني امطير هي إحدى مشيخات المملكة المغربية، تتبع جغرافيا لإقليم تازة وإداريًا لبوشفاعة. يقدر عدد سكانها بـ 7033 نسمة حسب الإحصاء الرسمي للسكان والسكنى لسنة 2004.